# Giuseppe Calegari
Giuseppe Calegari o Callegari (Padova, 1750 circa – Padova, 1812) è stato un violoncellista, compositore e impresario italiano.

## Biografia
Studiò violoncello sotto la guida di Antonio Vandini e probabilmente anche con Carlo Antonio Campioni. Dal 2 giugno 1770 sostituì provvisoriamente il maestro Vandini nella posizione di primo violoncellista dell'orchestra della Basilica di Sant'Antonio di Padova e nel 1778, con la morte di quest'ultimo, gli successe definitivamente. Il 1770 fu l'anno anche che vide la produzione del primo lavoro drammatico di Calegari, l'azione teatrale L'isola disabitata, basata sui versi di Pietro Metastasio, la quale fu rappresentata a Padova in un'accademia privata. Tra il 1777 e il 1782 produsse altre tre opere che vennero messe in scena nei teatri di Venezia e Modena. In seguito, dal 1787 al 1801, fu attivo ininterrottamente come impresario presso il Teatro Nuovo di Padova.

## Composizioni

### Composizioni vocali secolari
- L'isola disabitata (azione teatrale, libretto di Pietro Metastasio, 1770, Padova)
- Ezzelino (cantata, 1776, Padova)
- Il convitato di pietra (dramma giocoso, libretto di Pietro Pariati. 1776, Teatro San Cassiano di Venezia)
- La Zenobia in Palmira (opera seria, libretto di Pietro Metastasio, 1779. Modena)
- Artemisia (opera seria, libretto di Giovanni Ambrogio Migliavacca, 1782, Venezia)
- Il natal d'Apollo (opera seria, libretto di Saverio Mattei, 1783, Padova)
- Voti d'Euganea all'eternità (cantata corale, testo di Francesco Pimbiolo, 1787, Padova)
- Alcuni brani per L'ape musicale ossia Il poeta impresario (pasticcio, libretto di Lorenzo Da Ponte, 1792, Trieste)

Della sua famiglia si ricordano anche il fratello Antonio Calegari e il figlio Luigi Antonio Calegari.

### Composizioni vocali sacre
- Betulia liberata (oratorio, libretto di Pietro Metastasio, 1771, Padova)
- La morte d'Abel (oratorio, libretto di Pietro Metastasio, Firenze)
- Kyrie per 4 voci e organo
- Kyrie per 3 voci e organo
- Gloria per 3 voci e organo
- Credo per 3 voci
- Requiem per 4 voci
- Dominus regit me per 3 voci
- Si quaeris miracula per 3 voci e basso continuo